# Каштилиаш IV
Каштилиаш IV — касситский царь Вавилонии, правил приблизительно в 1243 — 1231 годах до н. э.
Сын Шагаракти-Шуриаша. Вступил на престол, вероятно, ещё в юном возрасте.

## Правление

### Вторжение эламитов
Ближе к концу правления, по-видимому, на 6-м году царствования Каштилиаша (около 1236 года до н. э.) эламский царь Унташ-Напириша совершил опустошительный набег на Вавилонию. А до тех пор Каштилиаш мирно правил не только всей Месопотамией, но и, вероятно, и обширными районами по Дияле и Адему. Здесь в предгорьях Падана, он отвёл имение хурритскому вельможе Агабтахе, бежавшему из уничтоженного ассирийцами Митанни, но его дарственная грамота вместе с ещё некоторыми трофеями досталась, видимо, одному из эламских завоевателей и была увезена в Сузы. Эламиты ограничились в Вавилонии грабежом и, не пытаясь удержать захваченные земли, вернулись на родину.

### Вторжение ассирийцев
На 8-м году, вслед за эламитами на Вавилонию обрушился ассирийский царь Тукульти-Нинурта I. В происшедшей битве ассирийцы одержали решительную победу, Каштилиаш был взят в плен и в цепях уведён в Ашшур. После этого Тукульти-Нинурта взял Вавилон, разрушил его стены и приказал предать казням и угнать в рабство множество вавилонян и касситов. Сокровищница храма Эсагила была разграблена, а статуя бога Мардука отправлена в Ассирию. После чего Тукульти-Нинурта принял титул «царь четырёх сторон света», «царь Шумера и Аккада» и «царь Кар-Дунияша» и правил и Верхней и Нижней Месопотамией 7 лет (около 1231 — 1224 годов до н. э.), пока знать Вавилонии не взбунтовалась и не посадила Адад-шум-уцура, сына Каштилиаша на престол его отца. Поход против Вавилона и решительная победа Тукульти-Нинурты над царём касситов описывается в так называемом эпосе о Тукульти-Нинурте:

«Я надвинулся на Каштилиаша, царя страны Кар-Дунияш, чтобы сразиться (с ним). Я нанёс поражение его войску, поверг его воинов. Посреди этой битвы я схватил Каштилиаша, царя касситов, попрал ногами его царственную шею, как если бы это была подставка для ног. Закованного, пленённого привёл я его пред (лицо) Ашшура, господина моего. Я стал господином всей страны Шумера и Аккада, утвердил границу моей страны у Нижнего моря на восходе».
Вавилонский царский список не упоминает Тукульти-Нинурту I как правителя Вавилона, но зато перечисляет, вслед за Каштилиашем IV и перед Адад-шум-уцуром, трёх царей, носящих касситские имена — Эллиль-надин-шуми, Кадашман-Харбе II, Адад-шум-иддина. По всей видимости, все они были лишь наместниками ассирийского царя.
От времени правления Каштилиаша IV сохранились две царские надписи о земельных дарениях, примерно 170 хозяйственных текстов, кроме всего прочего, из Дур-Куригальзу и Ура, и 4 посвятительных текста.
Правил Каштилиаш IV 8 лет.